# Bugula tricuspis
Bugula tricuspis är en mossdjursart som beskrevs av Arnold Girard Kluge 1955. Bugula tricuspis ingår i släktet Bugula och familjen Bugulidae. Inga underarter finns listade i Catalogue of Life.